# مقررات‌زدایی خطوط هوایی
مقررات‌زدایی خطوط هوایی فرآیندی است که طی آن محدودیت‌های ورود و قیمت اعمال‌شده توسط دولت بر خطوط هوایی، به‌ویژه بر شرکت‌های هواپیمایی مجاز به ارائه خدمات در مسیرهای خاص، لغو می‌شود. در ایالات متحده، این اصطلاح معمولاً به قانون مقررات‌زدایی خطوط هوایی مصوب ۱۹۷۸ اطلاق می‌شود. شکل جدیدی از مقررات تا حدودی برای مقابله با مشکلاتی مانند تخصیص تعداد محدودی از جایگاه‌های موجود در فرودگاه‌ها تدوین شده است.
با ورود جت‌ها به بازار در اواخر دهه ۱۹۵۰ و اوایل دهه ۱۹۶۰، این صنعت رشد چشمگیری را تجربه کرد. تا اواسط دهه ۱۹۶۰، خطوط هوایی تقریباً ۱۰۰ میلیون مسافر را حمل می‌کردند و تا اواسط دهه ۱۹۷۰، بیش از ۲۰۰ میلیون آمریکایی از طریق هوا سفر کرده بودند. این افزایش مداوم در سفرهای هوایی، فشارهای جدی را بر توانایی تنظیم‌کنندگان فدرال برای مقابله با ماهیت پیچیده روزافزون سفرهای هوایی وارد کرد. شروع تورم بالا، رشد اقتصادی پایین، کاهش بهره‌وری، افزایش هزینه‌های نیروی کار و افزایش هزینه‌های سوخت، برای خطوط هوایی مشکل‌ساز شد. 
اگرچه عموماً پذیرفته شده است که هدف از مقررات دولتی ایجاد یک صنعت پایدار است،  در دهه‌های منتهی به مقررات‌زدایی، بسیاری از تحلیلگران بازار خطوط هوایی نگرانی‌هایی را در مورد ساختار سیستم حمل و نقل هوایی مسافربری ایالات متحده ابراز کردند. نگرانی‌ها شامل موانع زیاد برای ورود خطوط هوایی نوپا، واکنش کند دولت به خطوط هوایی موجود که برای رقابت در جفت‌سازی‌های شهری وارد می‌شوند، و شیوه‌های انحصاری خطوط هوایی قدیمی که به طور مصنوعی قیمت بلیط مسافران را افزایش می‌دهند، بود.